# 막차로 온 손님들 (영화)
"막차로 온 손님들"은 유현목 감독, 이은성, 이상현 각색의 1967년 한국 영화이다. 홍성원의 소설 막차로 온 손님들을 원작으로 한다.

## 줄거리
폐장 육종 환자로 이미 죽음을 선고(宣告)받은 시한부 인생 동민(이순재)이 우연한 기회에 알게 된 보영(문희)이란 아가씨의 따뜻한 사랑으로 아파트에다 보금자리를 차리고 재생(再生)을 다짐한다. 한편 전위화가(前衛畵家)인 김성옥(金聲玉)은 미워했던 여인을 엘리베이터 속에서 목졸라 죽이는 등, 살인도 해프닝식이다. 또한 돈을 많이 벌어 큰 파티를 베풀었지만, 공허감만 남는 성훈 등 현대인의 사랑과 좌절(挫折)을 묘사한 작품이다.

## 개요
유현목 감독으로서는 <오발탄> <잉여인간> 등에 이어지는 소외당한 현대인에 대한 집요한 응시(凝視)를 영상(映像)을 통해 보인 작품. 통금 사이렌이 되기 얼마 전 거의 막차를 타고 귀가(歸家)해야 하는 주인공 이순재와 성훈·김성옥의 입장은 고생하는 사람들이라기보다는 차라리 고독한 사람들이라는 점에서 보다 현대적인 우수를 던져준다. 제11회 부일영화상에서 촬영상. 제4회 한국연극영화상에 연기상(문희)·음악상 등을 수상했다.

## 출연
- 이순재
- 문희